# Sardinella jussieu
Sardinella jussieu és una espècie de peix de la família dels clupeids i de l'ordre dels clupeïformes present a les costes occidentals del sud de l'Índia (des de Bombai fins a Sri Lanka) i des de Madagascar fins a Maurici. També és present a Taiwan, Hong Kong
i Vietnam.
Forma bancs a les aigües costaneres.
Els mascles poden assolir 12 cm de llargària total.